# Stetten (Haut-Rhin)
Stetten település Franciaországban, Haut-Rhin megyében. Lakosainak száma 336 fő (2022. január 1.). Stetten Magstatt-le-Haut, Magstatt-le-Bas, Uffheim, Kappelen és Helfrantzkirch községekkel határos.

## Népesség
A település népessége az elmúlt években az alábbi módon változott:
| Lakosok száma | 348  | 343  | 346  | 351  | 353  | 350  | 345  | 341  | 336  |
|               | 2013 | 2015 | 2016 | 2017 | 2018 | 2019 | 2020 | 2021 | 2022 |